# Dompierre-aux-Bois
Pour les articles homonymes, voir Dompierre.
Dompierre-aux-Bois est une commune française située dans le département de la Meuse, en région Grand Est.

## Géographie

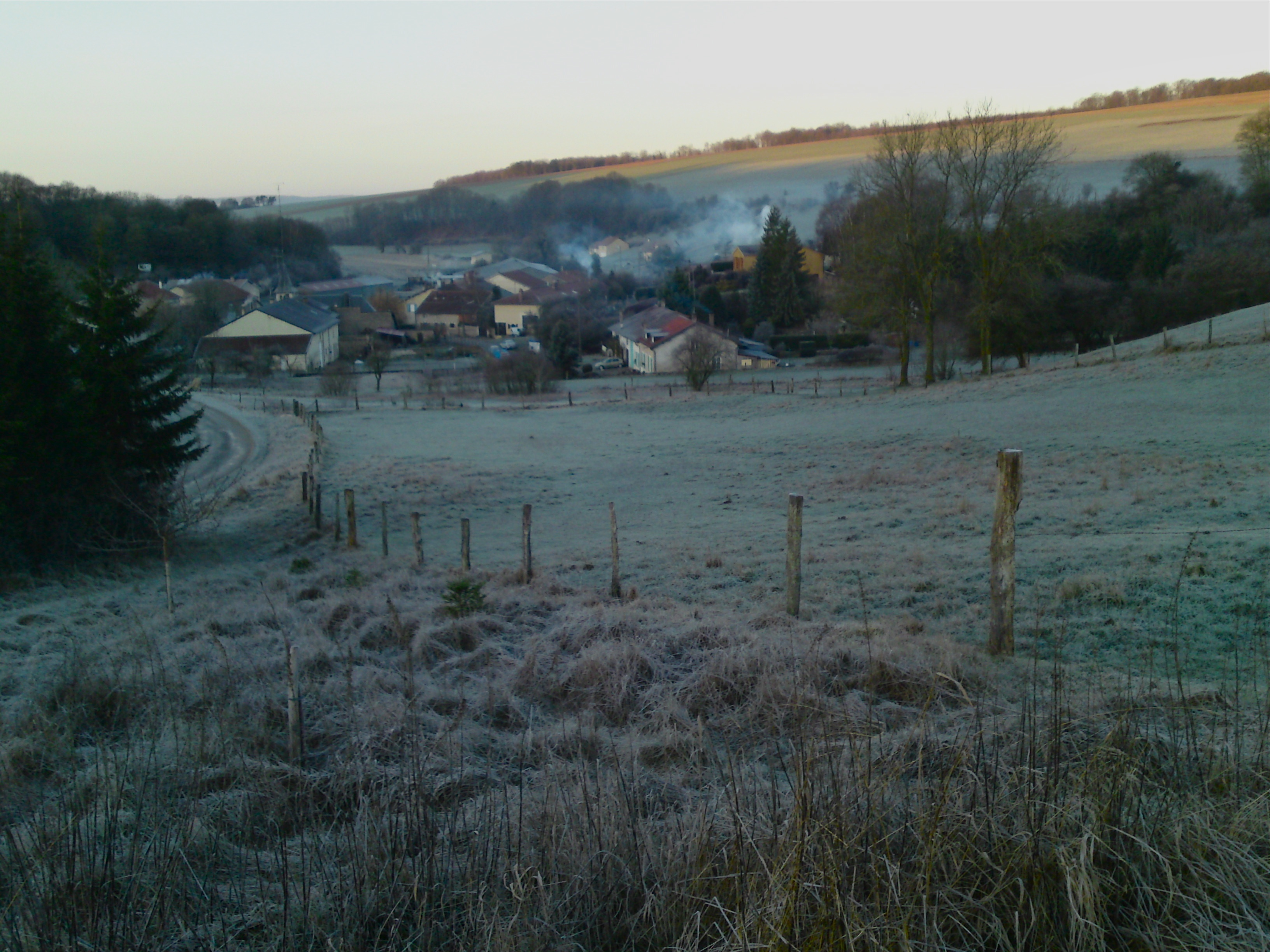
Dompierre-aux-Bois en hiver.

La commune fait partie du parc naturel régional de Lorraine.
| Vaux-lès-Palameix | Vaux-lès-Palameix  | Dommartin-la-Montagne |
| Seuzey            | Dompierre-aux-Bois | Dommartin-la-Montagne |
| Seuzey            | Seuzey             | Chaillon              |

### Hydrographie
La commune est dans le bassin versant de la Meuse au sein du bassin Rhin-Meuse. Elle est drainée par le ruisseau des Ormes et le ruisseau Remivau,.

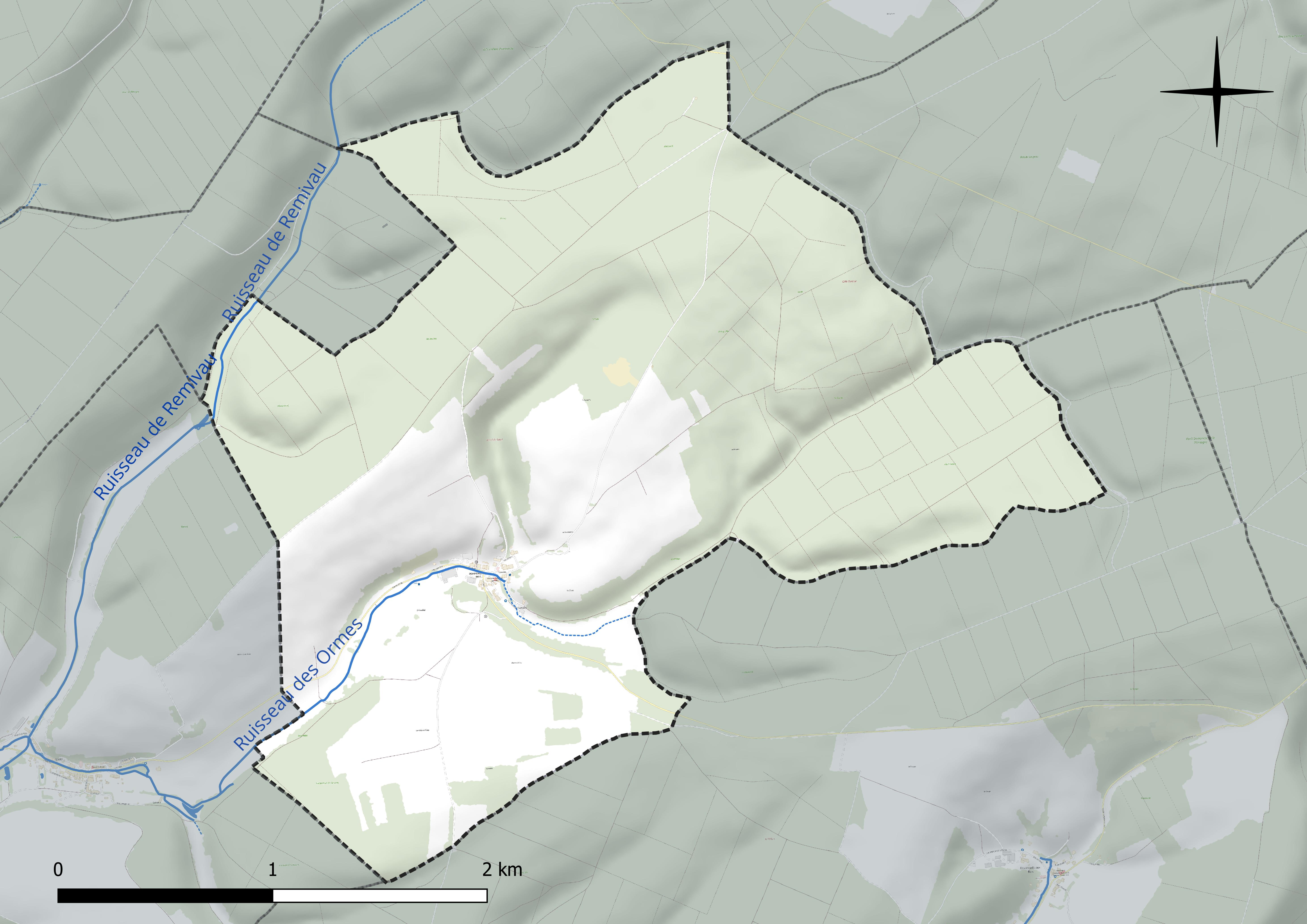
Réseau hydrographique de Dompierre-aux-Bois.

### Climat
Pour des articles plus généraux, voir Climat du Grand Est et Climat de la Meuse.
En 2010, le climat de la commune est de type climat de montagne, selon une étude du Centre national de la recherche scientifique s'appuyant sur une série de données couvrant la période 1971-2000. En 2020, Météo-France publie une typologie des climats de la France métropolitaine dans laquelle la commune est exposée à un climat océanique altéré et est dans la région climatique  Lorraine, plateau de Langres, Morvan, caractérisée par un hiver rude (1,5 °C), des vents modérés et des brouillards fréquents en automne et hiver. 
Pour la période 1971-2000, la température annuelle moyenne est de 9,4 °C, avec une amplitude thermique annuelle de 16,3 °C. Le cumul annuel moyen de précipitations est de 1 008 mm, avec 13,9 jours de précipitations en janvier et 9,5 jours en juillet. Pour la période 1991-2020, la température moyenne annuelle observée sur la station météorologique de Météo-France la plus proche, « Bonzée_sapc », sur la commune de Bonzée à 11 km à vol d'oiseau, est de 10,6 °C et le cumul annuel moyen de précipitations est de 783,7 mm. 
La température maximale relevée sur cette station est de 40,6 °C, atteinte le 24 juillet 2019 ; la température minimale est de −17,3 °C, atteinte le 7 février 2012,,. 
Les paramètres climatiques de la commune ont été estimés pour le milieu du siècle (2041-2070) selon différents scénarios d'émission de gaz à effet de serre à partir des nouvelles projections climatiques de référence DRIAS-2020. Ils sont consultables sur un site dédié publié par Météo-France en novembre 2022.

## Urbanisme

### Typologie
Au 1er janvier 2024, Dompierre-aux-Bois est catégorisée commune rurale à habitat très dispersé, selon la nouvelle grille communale de densité à sept niveaux définie par l'Insee en 2022.
Elle est située hors unité urbaine et hors attraction des villes,.

### Occupation des sols
L'occupation des sols de la commune, telle qu'elle ressort de la base de données européenne d’occupation biophysique des sols Corine Land Cover (CLC), est marquée par l'importance des forêts et milieux semi-naturels (67,4 % en 2018), une proportion sensiblement équivalente à celle de 1990 (67,9 %). La répartition détaillée en 2018 est la suivante : 
forêts (67,4 %), terres arables (24,6 %), prairies (8 %). L'évolution de l’occupation des sols de la commune et de ses infrastructures peut être observée sur les différentes représentations cartographiques du territoire : la carte de Cassini (XVIIIe siècle), la carte d'état-major (1820-1866) et les cartes ou photos aériennes de l'IGN pour la période actuelle (1950 à aujourd'hui).

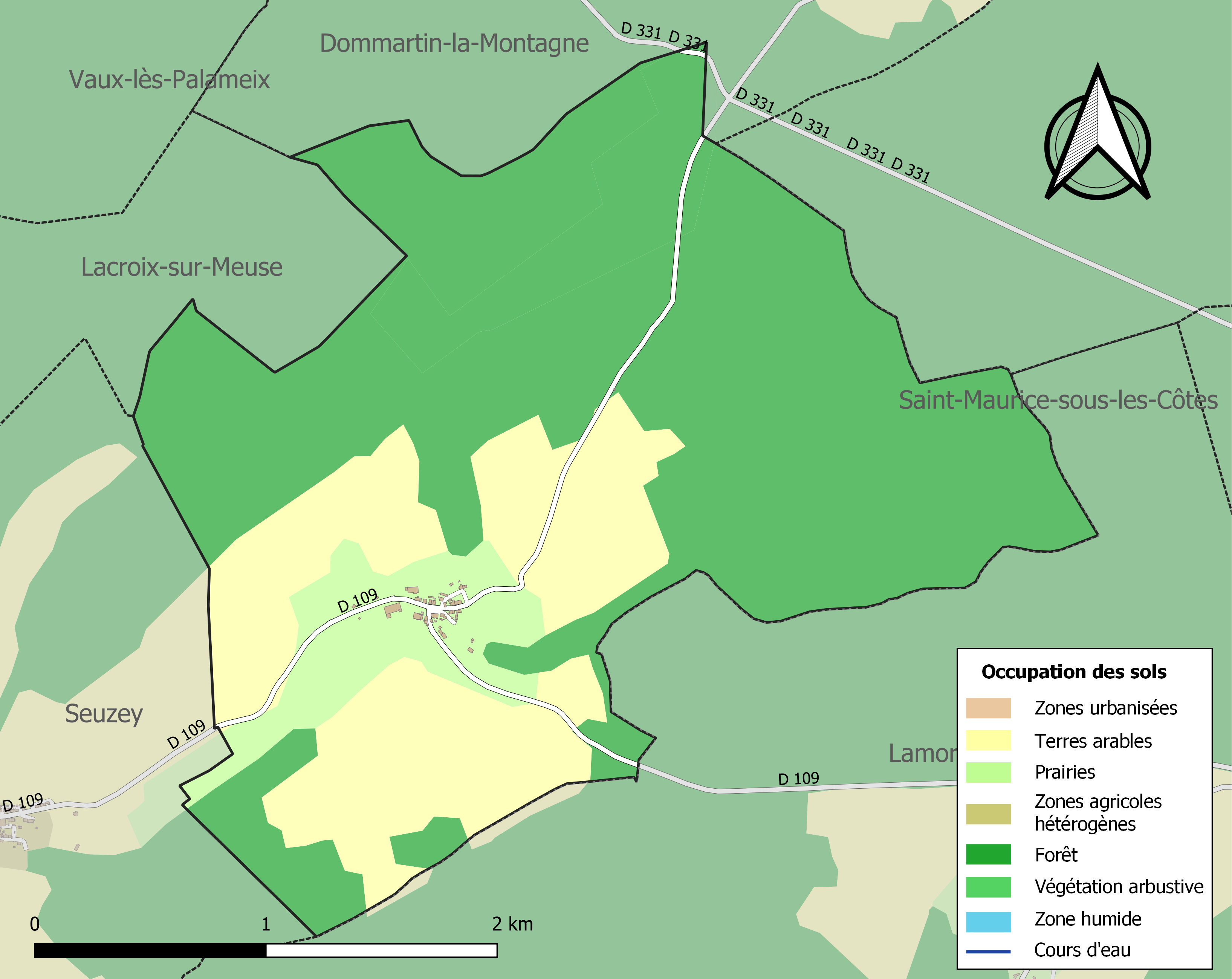
Carte des infrastructures et de l'occupation des sols de la commune en 2018 (CLC).

## Toponymie
Le nom de la localité est attesté sous les formes Domus-Petrus (1024) ; Domus-Petrus-in-Sylvis (1738).

Dompierre est un hagiotoponyme caché faisant référence à Pierre l'apôtre, l'église de la commune lui est dévouée.

Du bas latin domnus et du nom de saint Petrus « saint Pierre ». Domus-Petrus-in-Sylvis 1738 ; « La maison de Peter (Pierre) dans les bois »[réf. nécessaire].

## Histoire
Dompierre fait partie depuis 1993 de l'Association des Dompierre-de-France regroupant 23 communes françaises dont le nom comporte Dompierre. Chaque année, une commune différente accueille la fête. Dompierre-aux-Bois n'a jamais accueilli ses cousins dompierrois et dompierrais pour la fête nationale, mais a en revanche accueilli l'Assemblée générale a deux reprises (1997 ; 2008). En 2013, la fête nationale a eu lieu le 1er week-end de juillet à Dompierre-les-Ormes en Saône-et-Loire.

## Politique et administration
| Période                                  | Période   | Identité                                      | Étiquette | Qualité                          |
| ---------------------------------------- | --------- | --------------------------------------------- | --------- | -------------------------------- |
| Les données manquantes sont à compléter. |           |                                               |           |                                  |
| mars 2001                                | mars 2008 | Marcel Cousin                                 |           |                                  |
| mars 2008                                | En cours  | Patrick Cousin Réélu pour le mandat 2020-2026 |           | Agriculteur ( fils du précédent) |

## Population et société

### Démographie
L'évolution du nombre d'habitants est connue à travers les recensements de la population effectués dans la commune depuis 1793. Pour les communes de moins de 10 000 habitants, une enquête de recensement portant sur toute la population est réalisée tous les cinq ans, les populations de référence des années intermédiaires étant quant à elles estimées par interpolation ou extrapolation. Pour la commune, le premier recensement exhaustif entrant dans le cadre du nouveau dispositif a été réalisé en 2004.

En 2022, la commune comptait 37 habitants, en évolution de −7,5 % par rapport à 2016 (Meuse : −4,4 %, France hors Mayotte : +2,11 %).
| 1793 | 1800 | 1806 | 1821 | 1831 | 1836 | 1841 | 1846 | 1851 |
| ---- | ---- | ---- | ---- | ---- | ---- | ---- | ---- | ---- |
| 247  | 290  | 305  | 302  | 380  | 375  | 368  | 387  | 385  |

| 1856 | 1861 | 1866 | 1872 | 1876 | 1881 | 1886 | 1891 | 1896 |
| ---- | ---- | ---- | ---- | ---- | ---- | ---- | ---- | ---- |
| 350  | 350  | 341  | 311  | 304  | 286  | 287  | 272  | 256  |

| 1901 | 1906 | 1911 | 1921 | 1926 | 1931 | 1936 | 1946 | 1954 |
| ---- | ---- | ---- | ---- | ---- | ---- | ---- | ---- | ---- |
| 234  | 214  | 198  | 73   | 85   | 69   | 61   | 58   | 61   |

| 1962 | 1968 | 1975 | 1982 | 1990 | 1999 | 2004 | 2006 | 2009 |
| ---- | ---- | ---- | ---- | ---- | ---- | ---- | ---- | ---- |
| 61   | 49   | 45   | 44   | 51   | 45   | 57   | 56   | 47   |

| 2014 | 2019 | 2022 | - | - | - | - | - | - |
| ---- | ---- | ---- | - | - | - | - | - | - |
| 42   | 38   | 37   | - | - | - | - | - | - |

## Culture locale et patrimoine

### Lieux et monuments
- Église Saint-Pierre

### Personnalités liées à la commune
- Samuel Rouyer - médaille de bronze au championnat de France Espoir de cyclisme.